# ژرمی منز
ژرمی منز (فرانسوی: Jérémy Ménez‎؛ زادهٔ ۱۳ ژوئن ۱۹۸۷) بازیکن فوتبال اهل فرانسه است.
وی سابقه ۲۴ بازی و ۲ گل ملی برای تیم ملی فوتبال فرانسه در کارنامه دارد، همچنین پست تخصصی او مهاجم است.
منز در تاریخ ۱۱ ژوئن ۲۰۱۴ با قراردادی ۳ ساله به باشگاه میلان ایتالیا پیوست و توانست نخستین فصل حضورش در میلان ۱۶ گل به ثمر برساند.